# Indomite (serie animata)
Indomite (Culottées) è una serie animata televisiva francese prodotta in computer grafica (animazione 2D) da Silex Films con la partecipazione di France Télévisions e CNC, ispirata ai due libri omonimi Indomite. Storie di donne che fanno ciò che vogliono (editi in Italia da Bao Publishing), scritti dall'illustratrice e fumettista Pénélope Bagieu. La serie viene trasmessa in Francia dall'8 marzo 2020 sul canale televisivo France 5.
In Italia, per celebrare il mondo femminile, in occasione della Giornata internazionale delle donne, la serie – selezionata da Rai Ragazzi, che ne ha prodotto l'edizione italiana – viene trasmessa dall'8 marzo 2020 su RaiPlay, successivamente anche su Rai Gulp, per una visione consigliata anche alle ragazze e ai ragazzi.
Vengono proposte trenta biografie a cartoni animati di donne singolari e dalle vite straordinarie senza retorica, attraverso la voce dell'attrice Isabella Ragonese. Storie di donne che hanno affrontato le epoche della storia, figure femminile differenti per origini culturali, sociali e nazionali ma accomunate dal fatto che hanno superato gli stereotipi del tempo, lottando con coraggio, alla conquista di diritti inderogabili. 
Non è un casuale che il lavoro congiunto di Pénélope Bagieu, delle registe Charlotte Cambon de Lavalette e Phuong Mai Nguyen e delle sceneggiatrici Élise Benroubi ed Émilie Valentin, l'adattamento grafico di Sarah Saidan, compresa la produzione della serie, costituiscono un team quasi del tutto "al femminile".

## Trama
La serie francese vuole affrontare argomenti di scottante attualità, ogni tipo di discriminazione, dal razzismo alle violenze di genere, al sessismo, mantenendo una visione fiduciosa nei confronti dei progressi dell'umanità. 
Ogni episodio della durata di soli tre minuti e mezzo inizia con l'immagine di una "indomita" evidenziata in un medaglione – ideale metafora delle catene che sta per spezzare – e si conclude con una sorta di aforisma, se non di un vero e proprio "mantra", per ciascuna Indomita protagonista. 
Accanto ad eroine femminili famose, si riscontrano soprattutto i nomi di donne comuni che con le loro azioni hanno cambiato il mondo, diventando modelli di riferimento. Si incrociano, così, i destini di una ginecologa vissuta nell'antica Grecia travestita da uomo per praticare la medicina, di un ex concubina prima e unica imperatrice in Cina, di una regina africana schieratasi contro i coloni portoghesi, di una nota ballerina impegnata per i diritti civili negli Stati Uniti. La narrazione leggera, a tratti umoristica e poetica, è l'elemento caratterizzante della serie animata d'oltralpe.

## Protagoniste
Agnodice
ginecologa, una delle prime dottoresse nell'antica Grecia.

Delia Akeley(1869-1970)
esploratrice americana, prima donna ad attraversare l'Africa.

Naziq al-Abid(1887-1959)
attivista, pioniera dell'indipendenza nazionale e dei diritti delle donne in Siria all'inizio del XX secolo.

Sonita Alizadeh(1997-)
rapper, attivista femminista afgana, oppositrice della dittatura talebana.

Joséphine Baker(1906-1975)
ballerina americana naturalizzata francese, prima star nera, lottò contro il razzismo, a favore dell'emancipazione dei neri, sostenendo la lotta per i diritti civili di Martin Luther King.

Nellie Bly(1864-1922)
giornalista americana del XIX e XX secolo, pioniera della cronaca d'inchiesta.

Cheryl Bridges
maratoneta americana e attivista per i diritti delle donne.

Thérèse Clerc(1927-2016)
realista utopista, attivista femminista francese, creatrice della Maison des Babayagas, casa di riposo per femministe.

Betty Davis(1945-)
modella e cantante americana degli anni '70.

Clémentine Delait
proprietaria di un bar francese, conosciuta nel periodo tra le due guerre mondiali come la donna con la barba.

Phoolan Devi(1963-2001)
capo banda, poi deputata indiana.

Leymah Gbowee(1972-)
capo del movimento pacifista delle donne liberiane, Premio Nobel per la pace 2011.

Frances Glessner Lee
pioniera americana della scienza forense, prima capitana di polizia donna negli Stati Uniti.

Temple Grandin
accademica americana di zootecnia impegnata nella difesa del benessere degli animali.

Peggy Guggenheim
mecenate americana, collezionista di arte moderna e gallerista.

Margaret Hamilton
attrice americana, nota per il suo ruolo di Almira la strega cattiva nel film Il mago di Oz.

Tove Jansson
pittrice, illustratrice e scrittrice finlandese, creatrice dei Mumin, serie di romanzi e libri illustrati per bambini tradotti in 38 lingue.

Mae Jemison
astronauta americana, prima donna afroamericana ad andare nello spazio nel 1992.

Christine Jorgensen
prima donna transgender di fama mondiale.

Annette Kellerman
atleta australiana, pioniera del nuoto femminile, inventrice del costume intero.

Katia Krafft
vulcanologa francese attiva negli anni '70 e '80.

Hedy Lamarr
attrice e inventrice austriaca naturalizzata americana; pochi conoscono che ha inventato il salto di frequenza, un processo che ha poi permesso la creazione del wifi e GPS.

Lozen
guerriera apache e sciamana, insieme al capo nativo americano Geronimo ha combattuto l'oppressione americana e messicana.

Las Mariposas (le Sorelle Mirabal)
tre sorelle ribelli, Patria, Minerva e María-Teresa Mirabal, opposte alla dittatura dominicana negli anni '50.

Nzinga
regina di Ndongo e Matamba nell'attuale Angola, lottò contro la colonizzazione portoghese e la tratta degli schiavi.

Jesselyn Radack
avvocata americana, specializzata nella difesa dei diritti umani.

Giorgina Reid
guardiana del faro, designer italoamericana, artefice del salvataggio del Faro di Montauk, il primo costruito nello stato di New York.

The Shaggs
gruppo musicale rock femminile americano degli anni '60, composto dalle tre sorelle Dot, Betty ed Helen Wiggin, formazione definita a torto come "la peggior rock band di tutti i tempi".

Josephina van Gorkum (Josephina van Aefferden)
cattolica olandese, oppositrice della segregazione religiosa.

Wu Zetian
imperatrice cinese del VII secolo, unica regnante nella storia dell'antica nazione.

## Episodi
| N° Fr | N° It | Titolo italiano                                                 | Titolo originale                             | Data Francia    | Data Italia  |
| ----- | ----- | --------------------------------------------------------------- | -------------------------------------------- | --------------- | ------------ |
| 1     | 30    | Annette Kellerman (sirena) 1886 – 1975                          | Annette Kellerman, sirène                    | 6 marzo 2020    | 8 marzo 2020 |
| 2     | 26    | Wu Zetian (imperatrice) 624 – 705                               | Wu Zetian, Impératrice                       | 6 marzo 2020    | 8 marzo 2020 |
| 3     | 1     | Joséphine Baker (ballerina e resistente) 1906 – 1975            | Joséphine Baker, danseuse et résistante      | 6 marzo 2020    | 8 marzo 2020 |
| 4     | 2     | Nellie Bly (giornalista) 1864 – 1922                            | Nellie Bly, journaliste                      | 6 marzo 2020    | 8 marzo 2020 |
| 5     | 24    | Leymah Gbowee (assistente sociale) 1972 – ...                   | Leymah Gbowee, travailleuse sociale          | 5 febbraio 2020 | 8 marzo 2020 |
| 6     | 3     | Temple Grandin (interprete di animali) 1947 – ...               | Temple Grandin, interprète des animaux       | 18 marzo 2020   | 8 marzo 2020 |
| 7     | 27    | Naziq al-Abid (attivista aristocratica) 1898 – 1959             | Naziq al-Abid, activiste de bonne famille    | 6 marzo 2020    | 8 marzo 2020 |
| 8     | 22    | Tove Jansson (pittrice, illustratrice e scrittrice) 1914 – 2001 | Tove Jansson, peintre, mère des Moomins      | 6 marzo 2020    | 8 marzo 2020 |
| 9     | 4     | Margaret Hamilton (attrice) 1902 – 1985                         | Margaret Hamilton, actrice terrifiante       | 6 marzo 2020    | 8 marzo 2020 |
| 10    | 5     | Giorgina Reid (guardiana del faro) 1908 – 2001                  | Giorgina Reid, gardienne de phare            | 6 marzo 2020    | 8 marzo 2020 |
| 11    | 6     | The Shaggs (rockstars) 1948 – .../ 1949 – .../ 1951 – 2006      | The Shags, rockstars                         | 6 marzo 2020    | 8 marzo 2020 |
| 12    | 7     | Mae Jemison (astronauta) 1956 – ...                             | Mae Jemison, astronaute                      | 6 marzo 2020    | 8 marzo 2020 |
| 13    | 8     | Peggy Guggenheim (mecenate dell'arte) 1898 – 1979               | Peggy Guggenheim, amoureuse de l'art moderne | 6 marzo 2020    | 8 marzo 2020 |
| 14    | 28    | Sonita Alizadeh (rapper) 1996 – ...                             | Sonita Alizadeh, rappeuse                    | 6 marzo 2020    | 8 marzo 2020 |
| 15    | 11    | Delia Akeley (esploratrice) 1869 – 1970                         | Delia Akeley, exploratrice                   | 6 marzo 2020    | 8 marzo 2020 |
| 16    | 29    | Phoolan Devi (regina dei banditi) 1963 – 2001                   | Phulan Devi, reine des bandits               | 7 marzo 2020    | 8 marzo 2020 |
| 17    | 16    | Jesselyn Radack (avvocato) 1970 – ...                           | Jesselyn Radack, avocate                     | 6 marzo 2020    | 8 marzo 2020 |
| 18    | 9     | Christine Jorgensen (celebrità) 1926 – 1989                     | Christine Jorgensen, célébrité               | 6 marzo 2020    | 8 marzo 2020 |
| 19    | 19    | Thérèse Clerc (realista utopista) 1927 – 2016                   | Thérèse Clerc, utopiste réaliste             | 7 marzo 2020    | 8 marzo 2020 |
| 20    | 21    | Agnodice (ginecologa) ≃350 a.C.                                 | Agnodice, gynécologue                        | 6 marzo 2020    | 8 marzo 2020 |
| 21    | 12    | Lozen (guerriera e sciamana) 1840 – 1889                        | Lozen, guerrière et chamane                  | 6 marzo 2020    | 8 marzo 2020 |
| 22    | 15    | Frances Glessner Lee (miniaturista forense) 1878 – 1962         | Frances Glessner Lee, miniaturiste du crime  | 6 marzo 2020    | 8 marzo 2020 |
| 23    | 18    | Clémentine Delait (donna con la barba) 1865 – 1939              | Clémentine Delait, femme à barbe             | 18 marzo 2020   | 8 marzo 2020 |
| 24    | 14    | Hedy Lamarr (attrice e inventrice) 1914 – 2000                  | Hedy Lamarr, actrice et inventrice           | 6 marzo 2020    | 8 marzo 2020 |
| 25    | 17    | Las Mariposas (sorelle ribelli) 1924/26/35 – 1960               | Las Mariposas, sœurs rebelles                | 6 marzo 2020    | 8 marzo 2020 |
| 26    | 23    | Josephina van Gorkum (amante testarda) 1820 – 1888              | Josephina Van Gorkum, amoureuse têtue        | 6 marzo 2020    | 8 marzo 2020 |
| 27    | 13    | Cheryl Bridges (atleta) 1947 – ...                              | Cheryl Bridges, athlète                      | 6 marzo 2020    | 8 marzo 2020 |
| 28    | 20    | Katia Krafft (vulcanologa) 1942 – 1991                          | Katia Krafft, volcanologue                   | 7 marzo 2020    | 8 marzo 2020 |
| 29    | 10    | Betty Davis (cantautrice) 1945 – ...                            | Betty Davis, auteure-compositrice            | 6 marzo 2020    | 8 marzo 2020 |
| 30    | 25    | Nzinga (regina di Ndongo) 1583 – 1663                           | Nzinga, reine du Ndongo                      | 6 marzo 2020    | 8 marzo 2020 |